# Peter Berling
Peter Berling (ur. 20 marca 1934 w Meseritz-Obrawalde, zm. 20 listopada 2017 w Rzymie) – niemiecki producent filmowy, pisarz i aktor.

## Życiorys
Dorastał w Berlinie i Osnabrücku. Początkowo uczył się w szkole budowlanej, następnie studiował grafikę w Akademie der Bildenden Künste w Monachium. Poprzez pracę w reklamie trafił do filmu.
Jako aktor wystąpił w ponad 90 filmach, u reżyserów takich jak: Werner Herzog, Martin Scorsese, Jean-Jacques Annaud, Volker Schlöndorff, Liliana Cavani i Helge Schneider. Był również producentem (m.in. filmów Rainera Fassbindera) oraz krytykiem filmowym. Napisał biografię Die 13 Jahre des Rainer Werner Fassbinder, w której opisał życie i twórczość tego reżysera. Napisał także kilka scenariuszy lub współpracował przy ich pisaniu, w tym kontrowersyjnego filmu Spielen wir Liebe (1977). 
Od 1969 r. mieszkał w Rzymie. Brał udział w programach telewizyjnych pt. 10:50 i Prime-Time/Spätausgabe.
Od 1990 r. Berling pisał poczytne powieści osadzone w czasach średniowiecza. W kilku z nich tematyka opierała się na teorii spiskowej Zakonu Syjonu oraz książce Kreuzzug gegen den Gral napisanej przez oficera SS i ezoteryka Otto Rahna oraz na średniowiecznych manuskryptach Itinerarium Willelmi de Rubruc Wilhelma z Rubruk o podróży na dwór wielkiego chana mongolskiego i biografii Vie de Saint Louis Jeana de Joinville.

## Twórczość
Powieści Berlinga publikowane są przez wydawnictwa Bastei Lübbe Verlag i Ullstein Verlag.
- 1990: Franziskus oder Das zweite Memorandum (prequel cyklu o św. Graalu), ISBN 3-404-11956-8.
- 1991: Dzieci Graala (Die Kinder des Gral, 1. część cyklu powieściowego, wyd. polskie 1996, wyd. Książnica)
- 1993: Krew królów (Das Blut der Könige, 2. część cyklu powieściowego)
- 1994: Die Nacht von Jesi, ISBN 3-522-71690-6 (nowe wydanie 1996, ISBN 3-404-12478-2)
- 1995: Korona świata (Die Krone der Welt, 3. część cyklu powieściowego)
- 1997: Czarny kielich (Der schwarze Kelch, 4. część cyklu powieściowego)
- 2000: Die Ketzerin (prequel cyklu o św. Graalu), ISBN 3-404-14627-1.
- 2002: Zodiak, Die Geschichte der Astrologie, ISBN 3-550-07536-7.
- 2003: Das Kreuz der Kinder, ISBN 3-548-25850-6.
- 2005: Der Kelim der Prinzessin (5. część cyklu powieściowego), ISBN 3-7857-2193-5 (nowe wydanie z r. 2006, ISBN 3-404-15539-4)
- 2007: Das Paradies der Assassinen, ISBN 3-7857-2253-2.
- 2009: Ritter zum heiligen Grab, ISBN 978-3-471-79571-2.

## Filmografia
| Rok  | Tytuł                                                            | Rola                               | Reżyser                        |
| ---- | ---------------------------------------------------------------- | ---------------------------------- | ------------------------------ |
| 1957 | Immer wenn der Tag beginnt                                       |                                    | Wolfgang Liebeneiner           |
| 1959 | Błękitny anioł (Der blaue Engel)                                 |                                    | Edward Dmytryk                 |
| 1969 | Miłość jest zimniejsza niż śmierć (Liebe ist kälter als der Tod) | szewc / nielegalny handlarz bronią | Rainer Werner Fassbinder       |
| 1971 | Whity                                                            | mocny barman                       | Rainer Werner Fassbinder       |
| 1972 | Aguirre, gniew boży (Aguirre, Der zorn Gottes)                   | Don Fernando de Guzmán             | Werner Herzog                  |
| 1974 | Marta (Martha, TV)                                               | kierowca taksówki                  | Rainer Werner Fassbinder       |
| 1976 | Czarne i białe w kolorze (Noirs et blancs en couleur)            | ojciec Jan od Krzyża               | Jean-Jacques Annaud            |
| 1978 | Małżeństwo Marii Braun (Die Ehe der Maria Braun)                 | Bronski                            | Rainer Werner Fassbinder       |
| 1980 | Theo przeciw reszcie świata (Theo gegen den Rest der Welt)       | dietetyk Doppel                    | Peter F. Bringmann             |
| 1982 | Tęsknota Veroniki Voss (Die Sehnsucht der Veronika Voss)         | producent filmowy / Dicker Mann    | Rainer Werner Fassbinder       |
| 1982 | Fitzcarraldo                                                     | menedżer opery                     | Werner Herzog                  |
| 1985 | Dwa życia Mateusza Pascala (Le Due vite di Mattia Pascal)        | Aristide Melainassis               | Mario Monicelli                |
| 1986 | Imię róży                                                        | Jean d'Anneaux                     | Jean-Jacques Annaud            |
| 1987 | Cobra Verde                                                      | Bernabé                            | Werner Herzog                  |
| 1988 | Ostatnie kuszenie Chrystusa (The Last Temptation of Christ)      | żebrak                             | Martin Scorsese                |
| 1988 | Nawiedzone lato (Haunted Summer)                                 | Maurice                            | Ivan Passer                    |
| 1989 | Franciszek (Francesco)                                           | biskup Guido II z Asyżu            | Liliana Cavani                 |
| 1991 | Homo Faber                                                       | chrzciciel                         | Volker Schlöndorff             |
| 1993 | Texas - Doc Snyder hält die Welt in Atem                         | Hank Snyder                        | Ralf Huettner, Helge Schneider |
| 1994 | Szatańskie tango (Satantango)                                    | doktor                             | Béla Tarr                      |
| 1995 | Tykho Moon                                                       |                                    | Enki Bilal                     |
| 1997 | Praxis Dr. Hasenbein                                             | Peterchen                          | Helge Schneider                |
| 2002 | Gangi Nowego Jorku (Gangs of New York)                           | spiker dzwoniący z nożem           | Martin Scorsese                |
| 2002 | Wielki Tydzień (Semana Santa)                                    |                                    | Pepe Danquart                  |